# Ehrenstein (Asbach)

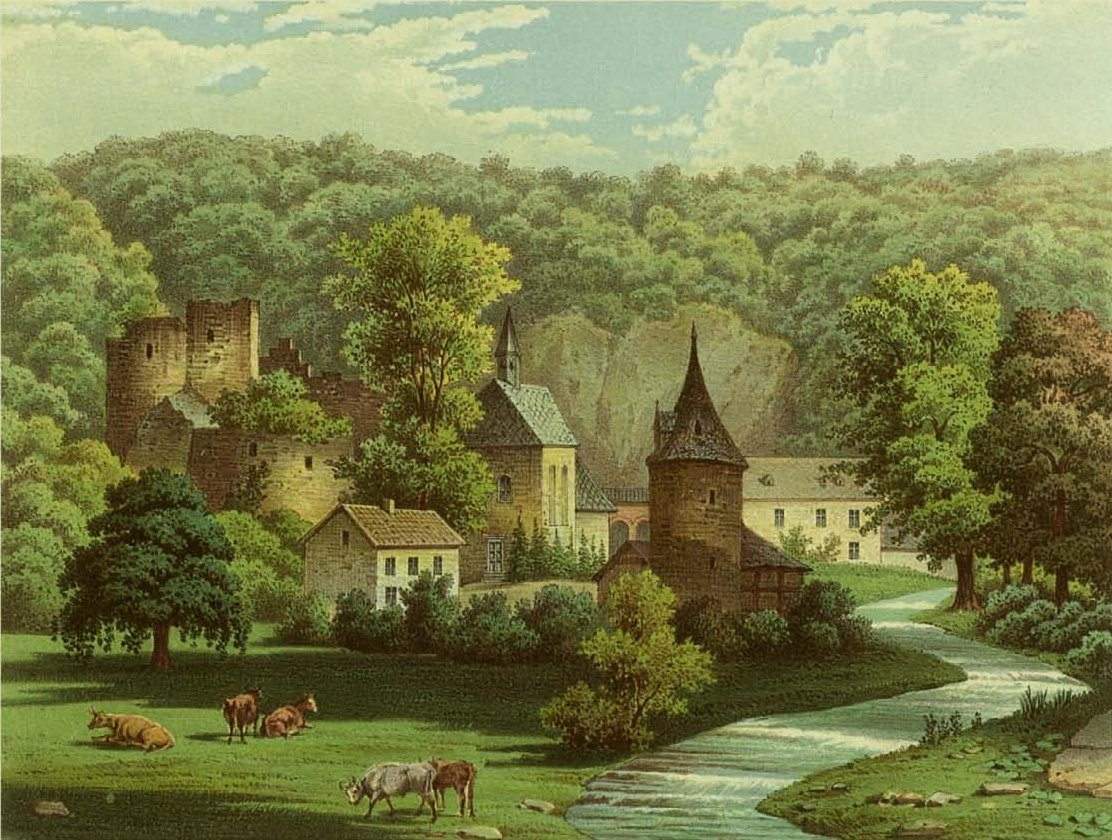
Ehrenstein um 1860, Sammlung Alexander Duncker

Ehrenstein ist ein Gemeindeteil der Ortsgemeinde Asbach im Landkreis Neuwied im nördlichen Rheinland-Pfalz.

## Geographie
Ehrenstein ist der südlichste Gemeindeteil von Asbach. Der Wohnplatz liegt im Naturpark Rhein-Westerwald und im Mündungsbereich des Mehrbachs in die Wied etwa sechs Kilometer vom Hauptort Asbach entfernt. Der nächste größere Ort ist Neustadt (Wied), der etwa zwei Kilometer wiedabwärts liegt. Neben dem Hauptort mit dem Sitz des Klosters Ehrenstein im Mehrbachtal gehören zu Ehrenstein ein Einzelhaus und eine Kapelle, die beide unmittelbar an der Wied westlich der Landesstraße 269 stehen.

## Geschichte
Die ehemalige Burg Ehrenstein wurde um 1330 gebaut, unterhalb der Burg entstand Ende des 15. Jahrhunderts das Kloster Ehrenstein. Außer den Burg- und Klosterinsassen wohnten später entlang der Klostermauer noch wenige Familien, die im Dienste des Burgherren standen. Nach einer 1660 vom Kölner Kurfürsten Maximilian Heinrich veranlassten Zählung gab es in Ehrenstein neben der Burg und dem Kloster drei Häuser und eine zerstörte Mühle.
Nachdem das Rheinland 1815 zu Preußen gekommen war, gehörte Ehrenstein zur Gemeinde Schöneberg im damals neu gebildeten Kreis Neuwied und wurde zunächst von der Bürgermeisterei Neustadt und ab 1823 von der Bürgermeisterei Asbach verwaltet. Nach einer Volkszählung aus dem Jahr 1885 hatte Ehrenstein 15 Einwohner, die in drei Häusern lebten.
Bis 1974 gehörte Ehrenstein zu der bis dahin eigenständigen Gemeinde Schöneberg. Aus ihr und den gleichzeitig aufgelösten Gemeinden Asbach und Limbach sowie einem Teil der Gemeinde Elsaff wurde am 16. März 1974 die Ortsgemeinde Asbach neu gebildet.

## Bilder

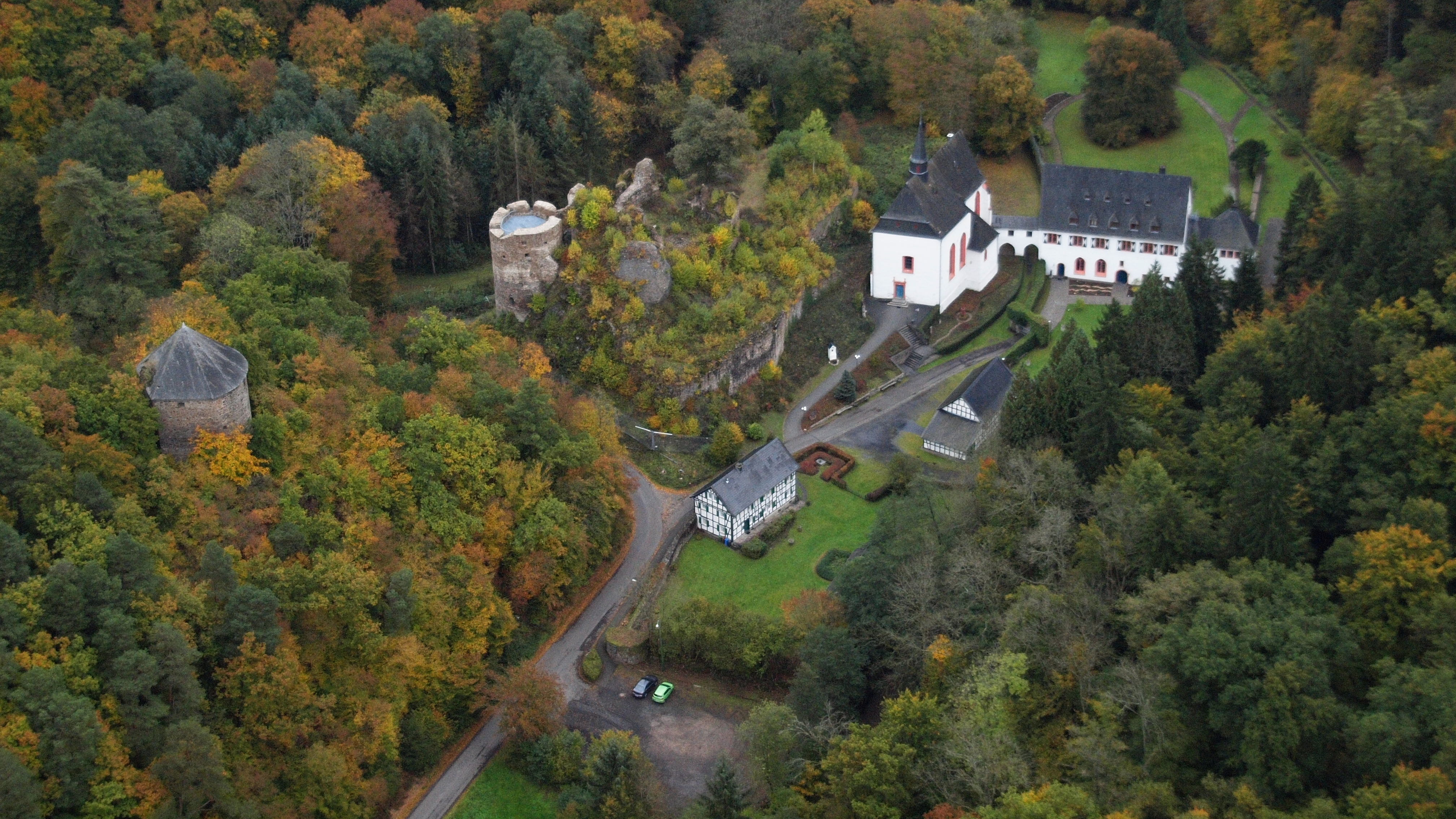
Asbach-Ehrenstein, Kloster und Burg Ehrenstein
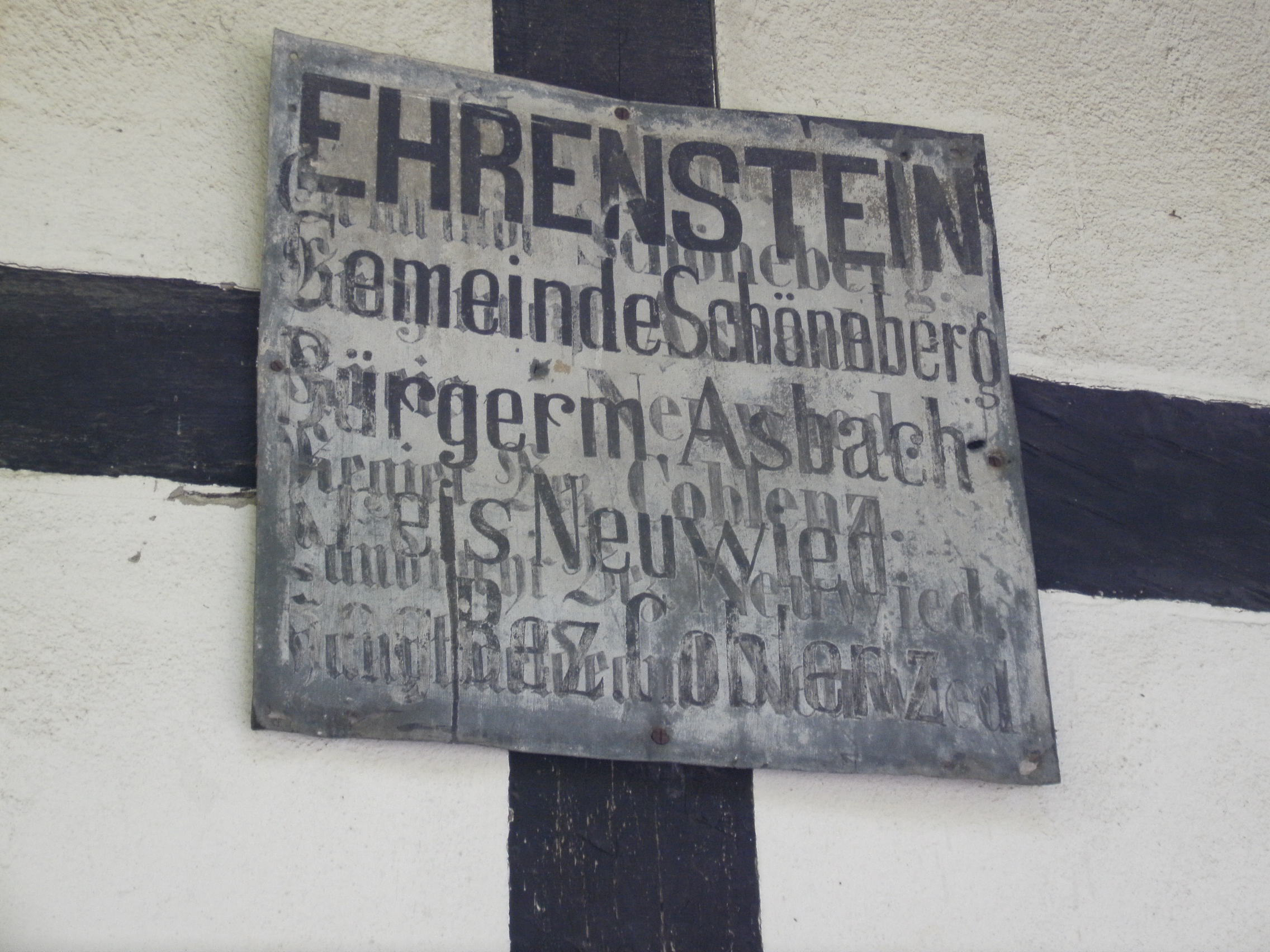
Ortsschild Ehrenstein aus Preußischer Zeit
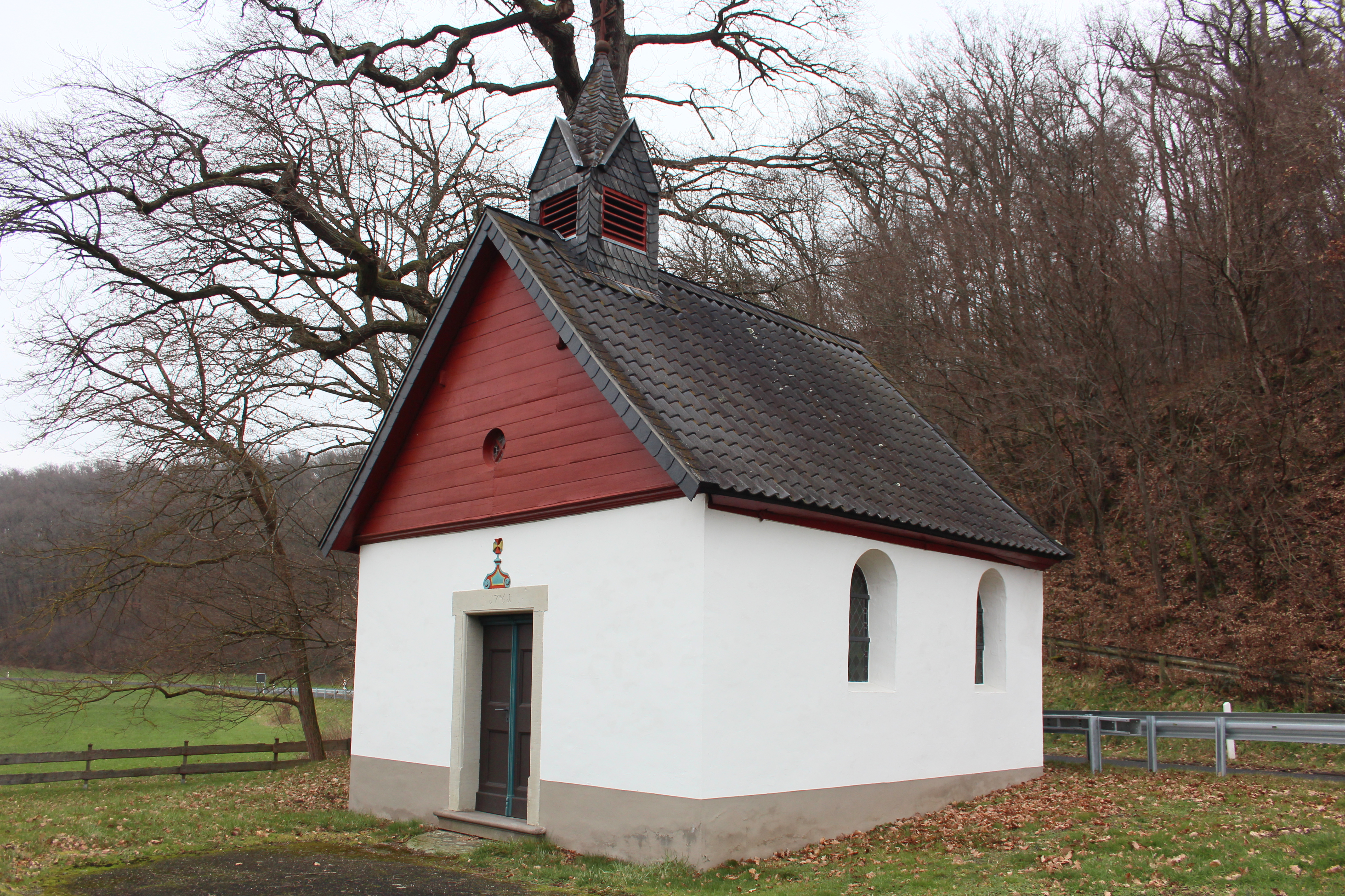
Rochuskapelle